# معز الجبال الصخرية
مَعْزُ الجِبَالِ الصَّخْرِيَّةِ أو الماعز الجبلي (الاسم العلمي: Oreamnos americanus) من الثدييات الكبيرة، متوطن فقط في أمريكا الشمالية. على الرغم من اسمه الشائع فهو ليس عضوًا في جنس الوعل.

## اقرأ كذلك
- قائمة مزدوجات الأصابع حسب العدد